# Donoma
Donoma est un prénom féminin.

## Sens et origine du prénom
- Prénom féminin d'origine nord-amérindienne[1] du peuple Sioux, tribu Omaha.
- Prénom qui signifie « le soleil est là ».

## Prénom de personnes célèbres et fréquence
- Prénom très peu usité aux États-Unis[2].
- Prénom qui semble-t-il n'a jamais été donné en France[3].

## Cinéma
Donoma est une comédie romantique française de Djinn Carrenard